# Zervești
Zervești – wieś w Rumunii, w okręgu Caraș-Severin, w gminie Turnu Ruieni. W 2011 roku liczyła 517 mieszkańców. 